# Petroecuador
La Empresa Pública de Hidrocarburos del Ecuador, conocida mejor por su nombre comercial EP Petroecuador, fue una empresa estatal ecuatoriana creada el 26 de septiembre de 1989, que se encargó de la explotación de hidrocarburos directamente por medio de Petroecuador o por contratos de asociación con terceros, ésta asume la exploración y explotación de los yacimientos de hidrocarburos en el territorio y mar ecuatorianos. Su sede actual se encuentra en calle Alpallana E8-86 y avenida 6 de Diciembre de la ciudad de Quito.
A partir de mediados del 2016, a raíz de la publicación de los papeles de Panamá, se inició una investigación preprocesal penal en contra de varios exgerentes y funcionarios de Petroecuador por el supuesto delito de lavado de activos, siendo conocido como Caso Petroecuador.

## Historia

### Sector petrolero ecuatoriano con mayor presencia internacional
La confirmación de la existencia de petróleo crudo en el Ecuador, se dio en 1911 con la perforación del primer pozo Ancón 1, en la península de Santa Elena, y más tarde, en 1967, con la perforación del pozo Lago Agrio 1, en la Amazonía, a cargo de la operadora Texaco Gulf. 

### Corporación Estatal Petrolera Ecuatoriana
En 1971 por primera vez, el país pasó a manejar todas las fases de la industria petrolera: exploración, explotación, industrialización, transporte y comercialización, antes en manos de transnacionales. Para la gestión de estas actividades se creó en 1972 la Corporación Estatal Petrolera Ecuatoriana (CEPE)[cita requerida], empresa estatal que pasó a desempeñar un papel importante en el país: generó empleo, desarrolló inversiones y dio valor agregado al crudo. La Corporación construyó gran parte de la actual infraestructura petrolera, lo que le permitió descubrir más campos petroleros y producir, refinar, transportar y comercializar derivados. CEPE compró las acciones de Gulf y, posteriormente, se convirtió en el socio mayoritario del consorcio CEPE-Texaco[cita requerida].
En 1972, el Estado creó una empresa petrolera llamada Corporación Estatal Petrolera Ecuatoriana (CEPE), que en 1989 se transformó en Petroecuador, cuando el Estado asumió todas las actividades relacionadas con la exploración, explotación y comercialización de hidrocarburos, absorbiendo al mismo tiempo, a la empresa Anglo Ecuadorian Oilfields, que operaba una refinería en La Libertad (provincia de Santa Elena), la misma que empezó a explotar crudo en la cercanía de la ciudad de Ancón (provincia de Santa Elena).

### Empresa estatal Petróleos del Ecuador
El 26 de septiembre de 1989, bajo el amparo de la Ley Especial N.º 45, se creó la Empresa Estatal Petróleos del Ecuador (Petroecuador)[cita requerida], que fue protagonista histórica al asumir la totalidad de las actividades del consorcio CEPE-Texaco, las refinerías de Anglo y Repetrol, y el Sistema de Oleoducto Transecuatoriano. Petroecuador amplió la capacidad de operación de las refinerías, el almacenamiento de petróleo y derivados, tanto en las plantas refinadoras como en terminales, e incursionó en la venta de gasolinas al construir la primera gasolinera propia.
El auge de las exportaciones petroleras, a partir de la década de 1970, fue un eje importante en la historia de la economía ecuatoriana, sobre todo porque estuvo acompañado por un aumento de los precios internacionales del crudo. Todo ello condujo a transformar el desarrollo económico ecuatoriano, centrado hasta entonces en un modelo agroexportador.  Pero una economía basada en el petróleo también haría sentir sus efectos. En las décadas de 1980 y 1990, la caída de los precios del petróleo significó varios impactos negativos en la economía del país.

### EP Petroecuador
Luego de 21 años como empresa estatal, Petroecuador se convirtió en Empresa Pública, mediante la expedición del Decreto Ejecutivo N.º 315, en abril de 2010. Con dicho esquema jurídico, la petrolera dejó de ser un holding y pasó a ser una sola empresa, con autonomía administrativa, operativa y patrimonio propio. Realiza actividades de transporte, refinación, almacenamiento y comercialización nacional e internacional de hidrocarburos, tiene como objetivo garantizar el abastecimiento interno de productos derivados de petróleo. La revista ecuatoriana Vistazo la coloca en el número uno en el ranking de empresas ecuatorianas al 2011.
Tras cuatro décadas desde que Ecuador se convirtió en un exportador neto de hidrocarburos, el petróleo continúa siendo una de las principales fuentes de ingresos para el Estado y un sector estratégico para la economía del país.
Luego de varios años de ser administrada por la Armada del Ecuador, desde 2011 la directiva la conforman personas civiles. 
Su actual gerente general es el Licenciado en Administración de Empresas Leonard Bruns durante la administración del presidente Daniel Noboa.

## División y estructura de la empresa
La empresa se estructura en cuatro gerencias:
1. Gerencia de Transporte: gestiona el Sistema de Oleoducto Transecuatoriano Ecuatoriano (SOTE).
2. Gerencia de Refinación: administra una refinería de mayor capacidad en Esmeraldas, que será administrada por un socio privado desde 2021,[8] así como dos refinerías menores en Shushufindi y La Libertad.
3. Gerencia de exploración y producción: se encarga de la exploración y extracción de los hidrocarburos que cuenta el país. Lo efectúa desde 23 bloques en el litoral y Amazonía.
4. Gerencia de Comercialización Nacional: provee combustibles a las redes de estaciones de servicio y administra la marca Petroecuador para estaciones de servicio.
5. Gerencia de Comercio Internacional: Comercializa el petróleo crudo en el mercado internacional.

## Exportación Petrolera
| Año  | Volumen de Exportación     | Monto de Exportación         |
| ---- | -------------------------- | ---------------------------- |
| 2013 | 124.1 millones de barriles | $11. 901 millones de dólares |
| 2012 | 112.3 millones de barriles | $11. 064 millones de dólares |
| 2011 | 54.7 millones de barriles  |                              |
| 2010 | 91.2 millones de barriles  | $6.668 millones de dólares   |
| 2009 | 66.1 millones de barriles  | $4.480 millones de dólares   |

## Corrupción en el sector petrolero de Ecuador
Desde que comenzó la exploración de petróleo en Ecuador han ocurrido varias denuncias de casos de corrupción:
1. Durante 2008 y 2014 varios gerentes y ministros de Estado recibieron a través de empresas en paraísos fiscales, recursos de contratistas de la reparación y repotenciación de la Refinería de Esmeraldas. Este Caso Petroecuador fue descubierto a partir de la filtración periodística conocida como Panama Papers.
2. Entre 2013 y 2017, la Constructora Odebrecht construyó el Poliducto Pascuales-Cuenca, por $623 millones, diseñado por la constructora Caminosca. La obra tiene una terminal de combustibles construida en un terreno que se desliza por acuíferos en su interior. Las reparaciones han costado $27 millones y son materia de juicios tanto contra Caminosca como contra Odebrecht.[14] En 2023, Petroecuador resolvió trasladar dos esferas de almacenamiento de gas de 3.200 toneladas cada una, de su ubicación actual en Chaullabamba, Cuenca, hacia Pascuales, a fin de usar esta infraestructura en un terreno sólido.[15]
3. En 2014, la empresa estadounidense Sargeant Marine Inc. pagó sobornos para adjudicarse el contrato de provisión de asfalto.[16]
4. La compañía intermediaria Oman Trading International está investigada por pagos ocultos al entonces gerente de Comercio Internacional, Nielsen Arias.[17]
5. En 2020, la Contraloría General del Estado aprobó un informe DNA8-0003-2020 que observa más de $4 millones en arreglos por deficiente construcción de la planta de licuefacción de gas natural en Bajo Alto, El Oro.[18]
6. En 2020, el Departamento de Justicia de EE. UU. inició una investigación por pago de sobornos por parte de Vitol Group a funcionarios de Petroecuador que suman $870.000. Vitol Group se adjudicó contratos para importar Cutter Stock en 2016 y 2018 así como para importar casi 4 millones de barriles de diésel en 2020.[19]
7. En 2023, la Fiscalía de Ecuador inició una instrucción fiscal contra exfuncionarios y sus familiares, así como ex contratistas y otras personas involucradas, acerca de pagos corruptos por parte de compradores de crudo para acceder a información privilegiada para ganar contrataciones con Petroecuador, ocultos mediante contratos sin sustancia económica.[20]